# Герои Келли
«Герои Келли» (англ. Kelly's Heroes) — кинофильм режиссёра Брайана Дж. Хаттона, вышедший на экраны в 1970 году. Фильм был снят в Югославии в совместном американско-югославском производстве в Истрии (деревня Визинада) и Сербии (замок Спайсера в Беочине), а также (сцена разрушения моста), для чего был снесен старый железнодорожный мост в Колубаре в Обреноваце.

## Сюжет
Действие происходит в 1944 году во время освобождения Франции силами союзников от нацистов.

Американский сержант Келли выясняет у пленного немецкого офицера, что в тылу вермахта в одном из городков есть банк с огромным запасом золота. Келли решает добыть это золото, а чтобы прорваться глубоко во вражеский тыл, ему приходится привлечь средства заведующего складом по прозвищу Колода и танки странного сержанта Оддболла.

## В ролях
- Клинт Иствуд  — сержант Келли[4]
- Телли Савалас — сержант «Большой Джо»
- Дон Риклз — сержант «Колода»
- Кэрролл О’Коннор — генерал-майор Колт
- Дональд Сазерленд — сержант «Оддболл»
- Гэвин Маклауд — Мориарти
- Хэл Баккли — капитан Мэйтлэнд
- Стюарт Марголин — рядовой «Маленький Джо»
- Джефф Моррис — рядовой «Ковбой»
- Ричард Давалос — рядовой Гутовски
- Перри Лопес — рядовой Петуко
- Том Труп — капрал Джоб
- Гарри Дин Стэнтон — рядовой Уиллард
- Дик Балдуцци — рядовой Фишер
- Джин Коллинс — рядовой Бебра
- Росс Эллиотт — Букер

## Факты
- Американские солдаты носят значки из 35-й пехотной дивизии, которая участвовала в боях за Нанси в сентябре 1944 года.
- Все три «Тигра» имеют значок 1-й танковой дивизии СС «Лейбштандарт СС Адольф Гитлер» на задней части их башен.
- Клермон, упомянутый в фильме, где находится банк с золотом, — это Клермон-ан-Аргонн в департаменте Мёз в регионе Лотарингии, где не было снято ни одной сцены.
- Используемые грузовики поступают от производителя Tovarna vozil Maribor. Грузовик ТАМ «Пионир» был первым грузовиком, построенным в бывшей Югославии (по лицензии Praga).
- Танки «Тигр», показанные в фильме, не являются оригинальными, а переоборудованные Т-34 югославской народной армии. Те же танки были использованы в фильме 1969 года «Битва за Неретву».
- В 1984 году вышел ремейк — французский фильм «Авантюристы» с Жаном-Полем Бельмондо в главной роли.
- Фильм основан на реальных событиях — пропаже части золотого запаса Германии в Баварии в 1945 году, в причастности подозревались американские военнослужащие и немецкие гражданские лица[5].